# پولفسکوی
شهر پولفسکوی (به روسی: Полевской) در کشور روسیه و در اوبلاست سوردلوفسک واقع شده‌است.